# Диксон, Дин
Дин Ди́ксон (англ. Dean Dixon, 10 января 1915, Нью-Йорк — 4 ноября 1976, Цюрих) — американский дирижёр. Диксон стал первым афроамериканцем, дирижировавшим крупнейшими оркестрами Соединённых Штатов и одним из первых американцев, занявших пост главного дирижёра в европейском оркестре.

## Биография
Дин Диксон изучал дирижирование в Джульярдской школе и Колумбийском университете. Не имея возможности работать с американскими оркестрами из-за расовой дискриминации, афроамериканец Диксон организовал в 1931 году свой собственный оркестр и хор. В 1941 году его первым из афроамериканцев пригласили дирижировать симфоническим оркестром NBC и Нью-Йоркским филармоническим оркестром. Затем последовали приглашения из Филадельфийского и Бостонского оркестров.
В 1949 году он уехал из Соединённых Штатов и в течение двух сезонов управлял Израильским филармоническим оркестром. С 1953 по 1960 год Диксон исполнял обязанности главного дирижёра Гётеборгского симфонического оркестра в Швеции, став одним из первых американцев, занявших такую должность в европейском оркестре. С 1964 по 1967 он руководил Сиднейским симфоническим оркестром, а с 1961 по 1974 — оркестром Франкфуртского радио. Во время жизни в Европе Диксон также неоднократно работал с другими оркестрами, в числе которых симфонические оркестры Баварского и Кёльнского радио. Он сделал несколько записей музыки Бетховена, Брамса, Гайдна, Вебера и Мендельсон с Пражским симфоническим оркестром. Дин Диксон впервые познакомил европейскую публику с рядом сочинений американских композиторов.
В 1970-х годах Дин Диксон вернулся в США, где работал с Нью-Йоркским филармоническим, Чикагским симфоническим, Филадельфийским, Бруклинским и Сан-Францисским симфоническим оркестрами. Он также сотрудничал с оркестрами Южной Америки, Африки и Израиля. Американское общество композиторов, авторов и издателей наградило его премией за популяризацию занятий музыкой среди американской молодёжи.
Известна история о том как однажды Дин Диксон, повредив плечо и руку, провёл концерт, дирижируя оркестром исключительно при помощи мимики, движениями глаз и бровей.

### Личная жизнь
Был трижды женат, в первый раз — на пианистке Вивиан Ривкин (1947—1954), с которой много выступал и записывался.